# Minois (vlinder)
Minois is een geslacht van vlinders uit de familie Nymphalidae.

## Soorten
- Minois dryas Scopoli, 1763